# Gemini Challenger
Gemini Challenger (Challenger) је професионални рачунар фирме Gemini који је почео да се производи у Уједињеном Краљевству током 1985. године.
Користио је Motorola 68000 микропроцесорску јединицу а RAM меморија рачунара је имала капацитет од 512 KB. 
Као оперативни систем кориштен је MBOS, Mirage, TDI P-system, CP/M 68k.

## Детаљни подаци
Детаљнији подаци о рачунару Challenger су дати у табели испод.
|                       |                                                                                         |
| [ 1 ]                 |                                                                                         |
| Произвођач            |                                                                                         |
| Тип                   | професионални рачунар                                                                   |
| Меморија              | 512 KB                                                                                  |
| Поријекло             | Уједињено Краљевство                                                                    |
| Година                | 1985                                                                                    |
| Тастатура             | пуни помак тастера, 101-тастер са нумеричком тастатуром и 16 функцијских тастера        |
| Процесор              |                                                                                         |
| Фреквенција процесора | 12                                                                                      |
| RAM                   | 512 KB                                                                                  |
| ROM                   | 16 KB                                                                                   |
| Текст                 | 80 или 132 знакова x 25 линија                                                          |
| Графика               | 768 x 576 - 16 до 16 милиона боја / 1024 x 1024 - 64 стубова са опционом видео картицом |
| Боја                  | 16 све до 16 милиона                                                                    |
| Звук                  | непознато                                                                               |
| Димензије             | 19,25 (ширина) x 16 (дубина) x 5,75 (висина) ins                                        |
| Портови               |                                                                                         |
| Оперативни систем     |                                                                                         |